# Jakob Denner

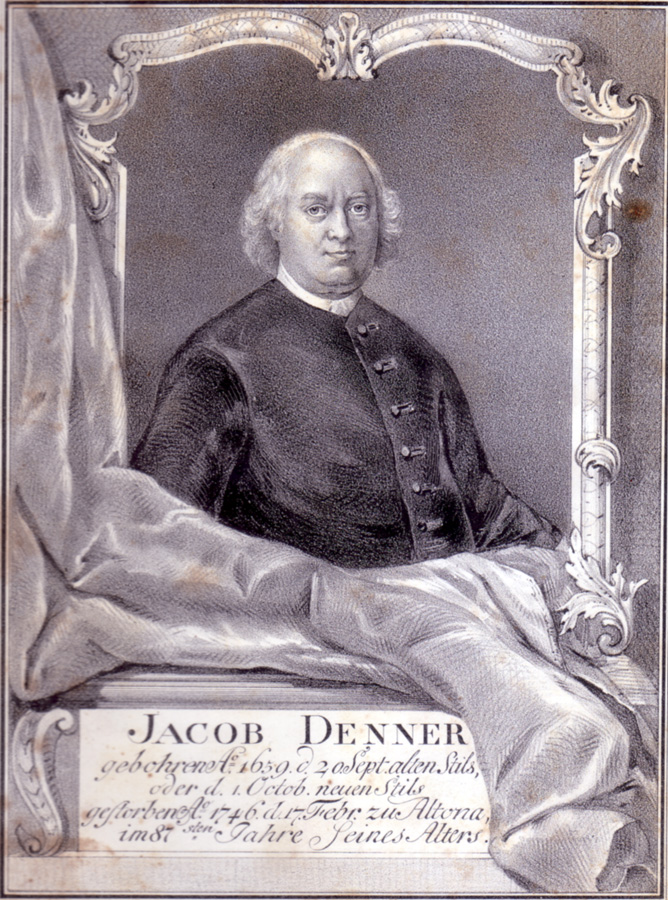
Jakob Denner

Jakob Denner (* 20. September 1659 alten Stils in Altona; † 17. Februar 1746) war ein mennonitischer Prediger und bekannter Vertreter der Dompelaars.

## Leben und Werk
Jakob Denner kam am 20. September 1659 als Sohn des Strumpfwirkers Balthasar Denner in Altona zur Welt. Jakob lernte in seiner Jugend das Handwerk der Blaufärberei. In seiner Freizeit studierte er zudem Mathematik und Astronomie. Bereits früh unternahm Denner größere Bildungsreisen nach Spanien, Portugal, Italien und nach Moskau. Am 26. September 1684 wurde er schließlich zum Prediger der Dompelaars (auch Immergenten) im holsteinischen Altona berufen. Die Dompelaars waren eine inner-mennonitische Reformbewegung, die unter anderem für die Taufe mittels Untertauchen eintraten. Bereits Jakobs Vater war ein Vertreter der Dompelaars gewesen. Im gleichen Jahr heiratete Denner Catharina Wiebe aus Lübeck. In den folgenden Jahren predigte Jakob Denner auch in den Mennonitengemeinden in Lübeck (1687 bis 1694), Friedrichstadt (1694 bis 1698) und Danzig (1698 bis 1702). Im Jahr 1702 kam Denner zurück nach Altona, wo seine Predigten bald eine immer größere Zuhörerschaft fanden. Denner knüpfte Kontakte mit dem holsteinischen wie auch dem dänischen Adel. Zeitweise fand sich auch der später schwedische König Adolf Friedrich unter seinen Zuhörern. 1708 konnten die Dompelaars mit finanzieller Unterstützung des Kaufmannes Ernst Goverts eine eigene Kirche etablieren, die sich von 1732 an formell im Besitz Denners befand. Die Kirche wurde als kleine Mennonitenkirche, Immergentenkirche oder unter Verweis auf Jakob Denners Beruf auch als Blaufärberkirche bezeichnet. Jakob Denner war auch schriftstellerisch aktiv und hat mehrere pietistische Andachtsbücher herausgegeben. Besonders bekannt wurde eine 1707 in niederländischer Sprache herausgegebene Sammlung von 24 Predigten, die 1730 auch in deutscher Sprache erschien. Denner beförderte mit seinen Schriften und Predigten die pietistischen Tendenzen innerhalb der deutschen Mennoniten.
Nach Denners Tod im Jahr 1746 löste sich die kleine Gemeinde der Altonaer Dompelaars bald wieder auf. Die kleine Kirche wurde ab 1763 von den Herrnhutern benutzt. Aus der Verbindung Denners mit Catharina Wiebe stammten sechs Töchter und der Sohn Balthasar Denner, welcher später als Porträtmaler bekannt wurde. Denners Tochter Catharina war mit einem Schüler Balthasars, Dominicus van der Smissen, verheiratet. Denners Frau Catharina starb bereits 1743 und somit drei Jahre vor ihren Mann.

## Werke (Auswahl)
- Christliche und erbauliche Betrachtungen über die Sonn- und Feiertags-Evangelien des ganzen Jahres, Altona, 1730; Philadelphia (Reprint), 1860